# Terminal Marítimo de Plataforma
O Terminal Marítimo de Plataforma, ou Porto Hidroviário de Plataforma, é uma estação do transporte aquático situado à beira da Baía de Todos-os-Santos, no bairro homônimo de Salvador, capital do estado brasileiro da Bahia. Foi construído em 2007, após 24 anos sem uso da travessia. É um dos terminais da Travessia Marítima Plataforma-Ribeira, conectando o Subúrbio à orla da Península de Itapagipe. Tem importante para o turismo e mobilidade urbana pela conexão com a Ribeira (e suas atrações), pelas praias voltadas à baía, pelo famoso restaurante Boca de Galinha, além da proximidade à Estação Almeida Brandão do Sistema de Trens do Subúrbio de Salvador.
Em seguida da reforma da administração municipal realizada em 60 dias e por 80 mil reais, o terminal voltou a funcionar no dia 30 de setembro de 2014. Antes da reforma, o movimento no terminal eram de 200 passageiros diários; após, espera-se que os três barcos transportem mil pessoas em dias úteis e duas mil no fim de semana. O terminal foi fechado pelos funcionários marinheiros devido ao vandalismo e à insegurança, o que provocou a diminuição em muito mais da metade da utilização do transporte. O descaso municipal com a infraestrutura aquaviária ocorria desde 2012 e, somente resolvido depois da ação dos marinheiros que operam a travessia. A situação foi objeto de ações legislativas de ao menos três vereadores, a fim da atenção da Prefeitura.
O Terminal de Plataforma remonta ao Terminal Marítimo Almeida Brandão, o qual foi construído na década de 1980 e funcionou durante dez anos. A recuperação do serviço, incluindo as estações, foi iniciada em 2006 com previsão de inauguração no aniversário de Salvador, 29 de março, entretanto, ela ocorreu em 4 de abril de 2007. Enquanto isso, na outra ponta, o da Ribeira só foi inaugurado em 12 de junho de 2008.